# Luchthaven Garoua Internationaal
Luchthaven Garoua Internationaal (IATA: GOU, ICAO: FKKR) is een luchthaven in Garoua, Kameroen.

## Luchtvaartaatschappijen en bestemmingen
- Camairco - Douala, Maroua, N'Djamena
- Air Leasing Cameroon - Douala, Maroua, N'Djamena